# موسى ناري
موسى ناري (19 أبريل 1986) لاعب كرة قدم غاني من دون نادي حاليا ويجيد اللعب في مركز الوسط المدافع كما يجيد اللعب في مركزي الوسط المحوري وقلب الدفاع.

## الإنجازات

### النجم الساحلي
- الرابطة التونسية المحترفة الأولى (1): 2007